# Маслиново
Масли́ново (болг. Маслиново) — село в Хасковській області Болгарії. Входить до складу общини Хасково.

## Населення
За даними перепису населення 2011 року у селі проживали 404 особи.
Національний склад населення села:
| Національність   | Кількість осіб | Відсоток |
| ---------------- | -------------- | -------- |
| турки            | 174            | 43,3%    |
| цигани           | 138            | 34,3%    |
| болгари          | 89             | 22,1%    |
| Всього відповіли | 402            |          |

Розподіл населення за віком у 2011 році:
Динаміка населення: